# 阿特什塔特
阿特什塔特（法語：Hattstatt，发音：[atʃtat]）是法国上莱茵省的一个市镇，属于坦恩-盖布维莱尔区（Thann-Guebwiller）和温策奈姆县（Wintzenheim）。该市镇总面积5.98平方公里，2009年时的人口为835人。

## 地名发音问题
该地名Hattstatt来源于德语，拼读方式不符合法语正字法，其标准发音为[atʃtat]，根据实际发音其应译作“阿特什塔特”，《世界地名翻译大辞典》中将其按非标准发音译作“阿特斯塔特”。

## 人口
阿特什塔特人口变化图示